# ’s-Heerenberg
' s-Heerenberg je mesto na nizozemsko- nemški meji v provinci Gelderland na Nizozemskem. Nahaja se okoli 5 km severno od nemškega Emmericha in približno 12 km južno od Doetinchema. Leta 1379 je dobilo mestne pravice.

## Zgodovina in znamenitosti
Gospodje Berški so prvič pisno omenjeni že leta 1064. Leta 1379 je Viljem I. Berški 's-Heerenbergu podelil mestne pravice.
Bergh je imel tudi lastne pravice kovanja denarja. Stavba kovnice (Muntgebouw), hiša iz 15. stoletja, še vedno stoji na Muntwalu (Muntwal).'s-Heerenberg je lokacija enega največjih in najpomembnejših nizozemskih gradov: Gradu Bergh. Grad je bil nekdanja prestolnica prednikov grofov Berških. Verjetno izvira iz začetka 12. stoletja. Stavbe, ki so ohranjene danes, so bile zgrajene v 14. do 17. stoletju. Grad Bergh poseduje ploščo nadangela Gabrijela iz znamenite oltarne slike Maestà avtorja Duccia. Grad je na zahodu obdan z gozdom, ki je del večjega naravnega rezervata Bergherbos .
Mechteld ten Ham je bila obtožena čarovništva. Zahtevala je sojenje, na vodnem preizkusu čarovništva je ostala živa. Med mučenjem je priznala, da je čarovnica, in bila 25. julija 1605 sežgana na grmadi. Leta 2004 so v njeno čast odkrili kip. Leta 2015 so njen kip zažgali.
Do leta 1821 je bil 's-Heerenberg samostojna občina; nato je postalo upravno središče Bergha. Od leta 2005 je del občine Montferland. Mejni kanal 'Grenskanaal' predstavlja mejo z Nemčijo. Industrijska parka 't Goor in Immenhorst se nahajata blizu te meje.

## Galerija slik
- 's-Heerenberg
- Molenstraat v 's-Heerenbergu
- Mestno obzidje
- Mestna hiša iz 16. stoletja v 's-Heerenbergu
- Čarovnica iz 's-Heerenberga (Mechteld ten Ham)
- Pravica kovanja denarja v  's-Heerenbergu
- Kanadski top na križišču ulic Bleek/Molenpoortstraat
- Grad Bergh
- Boetselaersborg
- Nekdanji samostan Don Rua
- Mestni park pri samostanu
- Mestni park pri samostanu
- Park gradu Bergh
- Berški gozd (Bergherbos)